# A. O. Scott
Anthony Oliver Scott, mai cunoscut ca A. O. Scott, (n. 10 iulie 1966, Northampton⁠(d), Massachusetts, SUA) este un jurnalist și critic de film american pentru The New York Times.

## Legături externe
- A. O. Scott la Internet Movie Database